# Hermod (Marvel Comics)
Pour l’article homonyme, voir Hermód.
Hermod est un personnage de fiction appartenant à l’univers de Marvel Comics. Créé par Roy Thomas et John Buscema, il est apparu pour la première fois dans Thor #275, en 1978. Il est basé sur le dieu Hermóðr du panthéon nordique.

## Historique des publications
Hermod apparaît pour la première fois dans The Mighty Thor #275 (septembre 1978) et a été créé par Roy Thomas et John Buscema.
Par la suite, le personnage apparaît dans Thor Annual #7 (1978), Thor #294-295 (avril-mai 1980), 300-301 (octobre-novembre 1980), 306 (avril 1981), Avengers #249 (novembre 1984), Thor #350-352 (décembre 1984-février 1985), #359 (septembre 1985), Impossible Man Summer Vacation Spectacular #2 (septembre 1991), Marvel Super-Heroes #9 (avril 1992), Thor #454 (novembre 1992), #474 (mai 1994) et Journey into Mystery #504-513 (décembre 1996-octobre 1997).
Hermod fait partie de la liste des Asgardiens dans le guide Official Handbook of the Marvel Universe Deluxe Edition #1.

## Biographie du personnage
Le plus jeune des fils d'Odin, Hermod est un jeune dieu couvert de mystères. Étant le plus rapide de tous les Asagardiens, il servit de messager à son père.
La plus grande mission qu'Odin confia à Hermod fut de traverser les enfers dans le but de demander à la déesse Hela le retour à la vie de Balder, mortellement empoisonné par le dieu Hoder, trompé par Loki. 
Lors de Ragnarok, Hermod connut le même sort que les autres Asgardiens. On ne l'a pas revu depuis le retour de Thor sur Terre.

## Pouvoirs et capacités
- Hermod est un Asgardien possédant tous les attributs propres à sa race. Plus dense qu'un humain, sa peau résiste aux tirs d'arme à feu. Sa force est surhumaine, lui permettant de soulever plusieurs dizaines de tonnes.
- Il ne craint aucune maladie terrestre et vieillit beaucoup plus lentement qu'un homme.
- Dieu des messagers, il peut aussi courir beaucoup plus vite que tous les autres dieux Asgardiens, rivalisant avec le mutant Vif-Argent et Hermès le dieu grec.

## Adaptations à d’autres médias
Hermod est un personnage non joueur dans le jeu vidéo Marvel Ultimate Alliance. Il a une conversation particulière avec Thor où nous apprenons que Hermod s'est évadé de ceux qui le gardaient prisonnier. Lorsqu'il ne parle pas à quelqu'un, il court dans les environs. Pour parler avec lui, le joueur doit l'invoquer ou attendre qu'il se viennent proche du joueur.